# Camptoloma canariense
Camptoloma canariense är en flenörtsväxtart som först beskrevs av Philip Barker Webb och Berth., och fick sitt nu gällande namn av O.M. Hilliard. Camptoloma canariense ingår i släktet Camptoloma och familjen flenörtsväxter. Inga underarter finns listade i Catalogue of Life.